# (457) Alleghenia
(457) Alleghenia es un asteroide perteneciente al cinturón de asteroides descubierto el 15 de septiembre de 1900 por Friedrich Karl Arnold Schwassmann y Maximilian Franz Wolf desde el observatorio de Heidelberg-Königstuhl, Alemania.
Está nombrado por el observatorio de Allegheny.